# White Tank Mountains
Die White Tank Mountains sind ein Gebirgszug der Basin and Range Province im US-Bundesstaat Arizona. Sie bilden einen Horst in der Sonora-Wüste westlich der Metropolregion Phoenix im Maricopa County. Die Ausläufer der Berge grenzen an die Städte Buckeye im Osten und Süden und Surprise im Osten und Norden. 
Der höchste Gipfel ist der Barry Goldwater Peak mit einer Höhe von 1.244 Metern. Der größte Teil des Gebirges ist als White Tank Mountain Regional Park ausgewiesen, ein Naherholungsgebiet für die Bewohner der benachbarten Großstädte.

## Name
Im Sommer kommt es gelegentlich zu heftigen, sintflutartigen Regenfällen, die eine sogenannte Flashflood verursachen. Das Hochwasser in den sonst ausgetrockneten Bachläufen entwickelt eine enorme Kraft in den engen Canyons. Im Laufe der Zeit entstanden Auswaschungen im weißen Fels am Fuß der Berge, die Tanks genannt werden. Diese längere Zeit mit Wasser gefüllten Wannen gaben dem Gebirge seinen Namen.

## Geografie und Geologie
Die White Tank Mountains erheben sich abrupt westlich von Phoenix und beschließen das Valley of the Sun auf der Westseite. Das Gebirge wird von Einheimischen kurz White Tanks genannt und umfasst eine Anzahl Berge, die durchschnittlich 1.200 Meter Höhe erreichen. Der Barry Goldwater Peak gilt als höchster Punkt mit 1.244 m. Die Bergkette entstand durch tektonische Plattenverschiebungen vor rund 30 Millionen Jahren. Diese Zeitspanne gilt in der Geologie als relativ kurz und die White Tanks sind damit ein junges Gebirge. Das äußert sich in schroffen Felswänden, scharfen Graten und tiefen und steilen Canyons mit unausgeglichenem Gefälle.

## White Tank Regional Park
Der größte Teil der White Tank Mountains liegt innerhalb der Parkgrenzen, der eine Größe von rund 118,5 km² umfasst. In dem Naturschutzgebiet findet der Besucher sowohl die typische Wüstenlandschaft als auch die Bergwelt des zentralen Arizona. Wandern ist auf die besonders bezeichneten Wege beschränkt. Von hier aus sind einige der zahlreichen heimischen Tiere zu beobachten, darunter der Maultierhirsch (Odocoilus hemionus), der Kojote (Canis latraus), der Halsbandpekari (Pecari tajacu), der Waschbär (Procyon lotor), das Stinktier (Mephitis), das Streifenhörnchen (Neotamias), der Rotluchs (Lynx rufus) und, allerdings sehr selten, der Berglöwe (Puma concolor). An Vögeln gibt es im Park zum Beispiel den Rennkuckuck (Geococcyx velox), die Trauertaube (Zenaida macroura), den Rotschwanzbussard (Buleo jamaicensis), den Gilaspecht (Melanerpes uropygialis), die Helmwachtel (Callipepla gambelii), den Rotkardinal (Cardinalis cardinalis), den Truthahngeier (Carthartes aura), den Virginia-Uhu (Bubo virginianus) und den Kaktuszaunkönig (Campylorhynchus brunneicapillus), den Wappenvogel von Arizona. Die Wüste ist Lebensraum für zahlreiche Reptilien, darunter  die Westliche Klapperschlange (Crotalus vindis),  die Diamant-Klapperschlange (Crotalus adamanteus), die Arizona-Korallenschlange (Micruroides euryxanthum), die Gila-Krustenechse (Heloderma suspectum), die Kalifornische Gopherschildkröte (Gopherus agassizii), sowie einen der größten Landmolche, den Tigersalamander (Ambystoma tigrinum).
An heimischen Pflanzen (Bäume, Kakteen, Blumen) gibt es die Parkinsonie oder Palo verde (Parkinsonia Florida), das Wüsteneisenholz (Olnega tesota), den Igelkaktus (Echinocereus), die Opuntie (Opuntia), den Saguaro-Kaktus (Carnegiea gigantea), den Ferocactus (Ferocactus), die Lupine (Lupinus), die Mohnblume (Papaver rhoeas), die Mimose (Calliandra eriophylla), und der Kreosotbusch (Larrea tridentata).
Normalerweise herrscht im Park trockenes, heißes Wetter, doch im Spätsommer kommt es zu plötzlichen heftigen Gewittern mit Starkregen, der für Hochwasser in den ausgetrockneten Bachläufen und engen Canyons sorgt. Dabei bieten zeitlich begrenzte gewaltige Wasserfälle den Parkbesuchern ein besonderes Schauspiel. Der meistbesuchte Wanderweg ist deshalb der Waterfall Trail von 1,4 km Länge, der durch einen schmalen Canyon zu einem saisonalen Wasserfall führt. Die klare, trockene Luft fast das ganze Jahr hindurch bietet des Nachts einen atemberaubenden Sternenhimmel und zieht viele Amateur-Astronomen an. Die Parkverwaltung organisiert jährlich mehrere Veranstaltungen zum Zwecke der Sternbeobachtung.

## Zersiedelung
Die benachbarten rasch wachsenden Städte Buckeye und Surprise im Ballungsraum Phoenix bilden eine Gefahr für die Existenz des Naturparks. Es gibt Planungen für mehrere große Wohnsiedlungen an den Grenzen des Parks und die Naturschützer sind alarmiert. Auch die Parkverwaltung befürchtet Umweltschäden für den Naturpark. Als Reaktion auf diese Bedenken haben die Stadtplaner vorgeschlagen, einen Grüngürtel als Puffer zwischen den geplanten Wohnsiedlungen und der Parkgrenze anzulegen.

## Geschichte
Innerhalb der Parkgrenzen wurden bisher elf archäologische Fundstätten entdeckt, die in der Zeit zwischen 500 und 1100 n. Chr. bewohnt waren und der Hohokam-Kultur zuzuordnen sind. Danach gab es in dieser Region keine weiteren menschlichen Bewohner, bis in historischer Zeit um 1750 die Westlichen Yavapai erschienen und das Gebiet kontrollierten.
Die meisten der Hohokam-Siedlungen lagen in der Nähe der Tanks, die fast das ganze Jahr als Wasserspeicher dienten. Die zahlreichen Petroglyphe deuten darauf hin, dass diese Orte dauerhaft bewohnt waren. Keramikscherben an den Flüssen Agua Fria und Hassayampa sind ein Indiz dafür, dass es dort Indianerdörfer gab und die Flüsse möglicherweise durch Trails mit den White Tank Mountains verbunden waren, lange bevor Europäer das Gebiet erkundeten. Auch die Anlage von Terrassen für den Feldanbau sowie die Errichtung von Dämmen zur ausgeklügelten Bewässerung der Felder weist auf die Agrikultur der Hohokam hin, die vor allem Mais, daneben aber auch Bohnen und Kürbisse sowie Baumwolle anbauten.
In den White Tank Mountains gibt es hunderte von Felszeichnungen mit Figuren und Symbolen, die teilweise über 10.000 Jahre alt sind. Die meisten Petroglyphen gibt es im Waterfall Canyon und am Petroglyph Plaza zu sehen. Bis heute wurde die genaue Bedeutung der Felszeichnungen nicht ergründet, doch sie hatten eine wichtige Funktion im Leben der Künstler. Die Symbole erzählen von besonderen Ereignissen und markieren bestimmte Orte.